# Josep Garcia i Montaña
Josep Garcia i Montaña   (Súria, 22 de desembre de 1996) és un pilot d'enduro català que ha estat cinc vegades campió del món entre el 2017 i el 2024. Al llarg de la seva carrera ha obtingut també tres victòries absolutes i set de classe (E1 i E2) als Sis Dies Internacionals, disset campionats d'Espanya i quatre de Catalunya. Actualment és membre de l'equip oficial de KTM, el Red Bull KTM Racing Factory Team, amb el qual participa als campionats estatal i mundial d'enduro.
Josep Garcia viu amb la seva xicota a Andorra, on comparteix veïnatge amb diversos pilots d'enduro de renom com ara Taddy Blazusiak, Alfredo Gómez o Jonny Walker.

## Biografia
Nascut en una família amb molta afició al motociclisme (tant el seu pare com el seu oncle Rafa hi havien competit), Josep Garcia va tenir la seva primera motocicleta, una Montesa Cota 25, a quatre anys. El 2004 va córrer la seva primera cursa i va acabar l'any com a subcampió de Catalunya en categoria "Endurets infantil", un títol que va guanyar l'any següent. Durant aquella època va aconseguir el suport de Motos Bordoy, que li proporcionava motocicletes per a les curses de 50 i 75 cc, després de Kawasaki per a les de 85 cc i, finalment, va passar a pilotar les Husqvarna.
Al començament de la seva carrera va competir també en motocròs i en disputà els campionats de Catalunya, d'Espanya i del món. El 2009, per exemple, fou finalista del Master Kids 85cc de Bèlgica i hi acabà el dinovè entre més de 300 rivals; el 2010 hi acabà vuitè. Altres modalitats que va provar de petit varen ser el supermotard i fins i tot la velocitat. En aquesta darrera, els anys 2010 i 2011 va arribar a participar en la Red Bull Rookies Cup. D'ençà del 2012, però, es va centrar en l'enduro i ben aviat va començar a obtenir-hi èxits importants: el 2014 en va guanyar el Campionat d'Espanya en dues categories (Júnior i Sub 21) i el 2015 va ser subcampió del món d'Enduro Youth. El 2016 fou tercer al mundial d'Enduro Júnior i campió d'Espanya d'E1. Als ISDE d'aquell any, celebrats a Los Arcos (Navarra), fou tercer absolut i guanyador de la classe E1, amb dues victòries de jornada. Aquella fou la seva darrera temporada amb Husqvarna.
De cara al 2017, Josep Garcia va fitxar per KTM. Aquell mateix any va guanyar amb la marca austríaca el seu primer títol mundial d'E2, en una temporada en què el campionat només es disputava en dues (E1 i E2), cosa que va augmentar-hi molt la rivalitat a causa de la major concurrència de pilots d'alt nivell. Al setembre va repetir la victòria a la classe E1 dels ISDE (celebrats a Briva, Occitània), aquest cop completada amb la victòria absoluta a la general. Va arrodonir la temporada amb el títol de campió d'Espanya.
El 2018, forçat perquè així ho estipulava el seu contracte amb KTM, Garcia va abandonar el mundial d'enduro per a participar al nou campionat World Enduro Super Series ("WESS", una competició al marge de la FIM que agrupava les 8 proves més populars de Hard Enduro), on va acabar quart a la general després d'una victòria al Hawkstone Park Cross-Country. La temporada següent, malgrat que va baixar fins al sisè lloc final al WESS, hi va aconseguir dues victòries: l'Enduro BR2 de Solsona i el Trèfle lozérien Classic Enduro del Losera, on sota unes difícils condicions es va convertir en el primer guanyador no francès dels 33 anys d'història de la cursa. Tant aquell any com el 2019 va ser doble campió d'Espanya d'Enduro Scratch i E1. El 2019, a més, va obtenir la seva tercera victòria individual a la classe E1 dels ISDE.
A causa de la pandèmia de COVID-19, el 2020 només es va arribar a disputar una cursa del WESS, el Red Bull Romaniacs, i García no hi va participar. Sí que ho va fer a la darrera prova del mundial d'enduro, a Portugal, on va guanyar els dos dies. A banda, va revalidar el seu doble campionat d'Espanya.
La temporada del 2021, Garcia va tornar al mundial d'enduro en exclusiva i va aconseguir-hi el seu segon títol mundial en categoria E2. Acabà la temporada amb el seu habitual doble campionat d'Espanya (Scratch i E2) i la victòria individual a la classe E2 dels ISDE.

## Palmarès
Font:
- 4 Campionats de Catalunya:
  - 1 Endurets Iniciació (2005)
  - 1 Motocròs Cadet (2010)
  - 1 Enduro Júnior e-125 i Scratch (2012)
- 17 Campionats d'Espanya: 
  - 1 Enduro Júnior Open + Sub-21 125cc (2014)
  - 5 Enduro E1 (2016, 2018-2019, 2023-24)
  - 3 Enduro E2 (2020-2022)
  - 7 Enduro Scratch (2018-2024)
- 10 Victòries individuals als ISDE:
  - 5 Classe E1 (2016-2017, 2019, 2023-2024)
  - 2 Classe E2 (2021-2022)
  - 3 Absolut (2022-2024)
- 5 Campionats del Món:
  - 2 Enduro E2 (2017, 2021)
  - 2 Enduro E1 (2023-2024)
  - 1 EnduroGP (2024)